# 古巴鉤嘴鳶
古巴鉤嘴鳶（學名：Chondrohierax wilsonii）是古巴特有的一種猛禽。
古巴鉤嘴鳶被列為瀕危，目前估計只有少於250隻。於2005年及2006年曾嘗試尋找牠們，但卻未曾成功。于2009年，古巴鸟类学家Nils Navarro Pacheco发现了一只古巴鉤嘴鳶活体并对其进行了摄像。
一些學者認為古巴鉤嘴鳶是鉤嘴鳶的亞種。

## 外部連結
- BirdLife Species Factsheet（页面存档备份，存于）
- BEX recipients photograph a Cuban Kite (Chondroierax wilsonii)
- Global Raptor Information Network species account （页面存档备份，存于）